# Programa Nacional de Direitos Humanos
Programa Nacional de Direitos Humanos (PNDH) é um programa do Governo Federal do Brasil, e foi criado, com base no art. 84, inciso IV, da Constituição, pelo Decreto n° 1904 de 13 de maio de 1996, "contendo diagnóstico da situação desses direitos no País e medidas para a sua defesa e promoção, na forma do Anexo deste Decreto".
Existem três versões do PNDH, as versões I e II foram publicadas durante o governo FHC, e a última, ou PNDH III, foi publicada no final de 2009, no governo Lula. As propostas ou temas de debate sugeridos pelos planos nacionais de direitos humanos não têm valor de lei. Para serem aplicadas, suas propostas precisam antes ser discutidas no Congresso Nacional e, se aprovadas por este e sancionadas pelo Presidente da República, podem se tornar leis.

## Origem
Em 1993, uma convenção realizada em Viena orientou que os Estados-membros das Nações Unidas constituíssem, objetivamente, programas nacionais de direitos humanos. O Brasil foi um dos primeiros países a promover essa formulação. No ano de 1996, a primeira versão do programa foi feita. Na segunda versão, os direitos econômicos e sociais foram inclusos, tais como o direito à moradia e alimentação.

## Programas

### PNDH-3
Apresentado pelo Poder Executivo em 2009, o PNDH-3 foi desenvolvido para a participação popular, por meio de conferências nacionais e regionais. As ações propostas, portanto, serão transversais, ou seja, são executadas por vários ministérios, já que um direito não pode ser desvinculado do outro.

#### Eixos doPNDH-3
- Interação democrática do Estado e da sociedade civil
- Desenvolvimento e Direitos Humanos
- Universalização de direito em um contexto de dificuldades sociais e econômicas
- Segurança Pública, Acesso à Justiça e Combate à violência
- Educação e Cultura em Direitos Humanos
- Direito a memória e a verdade

## Propostas
- Harmonizar a relação estado/cidadão
- projetos de Lei (27 propostas são ainda somente projetos de lei)
- direito de propriedade será decidido pela sociedade civil organizada local [carece de fontes?]
- as forças policiais se desvinculariam das forças armadas e passariam a ter um comando nacional separado
- o poder executivo passaria a sobrepor os demais poderes
- a participação popular tenderia a ser mais intensa por meio dos plebiscitos, o que é chamado de democracia direta [carece de fontes?]

## Controvérsias
O projeto de lei foi bastante criticado por parcelas da sociedade, em vista do que o Governo decidiu alterar os pontos polêmicos do decreto que instituiu, em dezembro de 2009, o terceiro Programa Nacional de Direitos Humanos (PNDH 3). O novo texto deverá ser publicado no primeiro semestre de 2010. As mudanças incluem artigos como o que prevê a legalização do aborto, proibição de símbolos religiosos em locais públicos e o que prevê a necessidade de ouvir invasores de terras no cumprimento de decisões judiciais sobre conflitos agrários, como a reintegração de posse (o que poderia estimular invasões de terras). As medidas foram anunciadas pelo ministro Paulo Vannuchi, da Secretaria de Direitos Humanos, autor do plano, ao abrir a reunião do Conselho de Defesa dos Direitos da Pessoa Humana. Também será eliminado qualquer vestígio que signifique risco de censura à imprensa. "Estamos dispostos a promover as correções necessárias", afirmou. "O programa não é lei, nem invade competências do Judiciário ou do Legislativo, apenas arrola propostas." Vannuchi declarou que está instalada uma nova etapa de negociações com as partes insatisfeitas.
Outro ponto polêmico é a criação da Comissão da Verdade, prevista no Plano com o objetivo de apurar torturas e desaparecimentos durante a ditadura (1964-1985), que está sendo alvo de reclamações por parte das Forças Armadas.  Na opinião do senador Arthur Virgílio (PSDB AM), o texto do Plano seria inconstitucional: "O texto colide com princípios constitucionais essenciais como a da livre iniciativa privada, o direito de propriedade e a liberdade dos meios de comunicação, contendo diretrizes político-ideológicas parciais e totalitárias que restringem os direitos e garantias individuais e fragilizam as instituições democráticas, instrumentos primordiais na manutenção do Estado de direito".

No dia 12 de maio de 2010, quase cinco meses após lançar o Programa Nacional dos Direitos Humanos e sofrer críticas de vários setores da sociedade, o presidente Luiz Inácio Lula da Silva recuou e assinou decreto que altera nove pontos do plano e atende a reivindicações de militares, religiosos e ruralistas.  Lula também fez mudanças defendidas pelos meios de comunicação.